# 페데리코 이과인
페데리코 페르난도 이과인(Federico Fernando Higuaín, 1984년 10월 25일, 아르헨티나, 부에노스 아이레스 ~ )은 아르헨티나의 은퇴한 축구 선수로, 공격수와 공격형 미드필더로 활약했다. 이과인의 가족 모두가 축구 선수 출신으로서, 페데리코는 아르헨티나의 유명한 축구 선수 곤살로 이과인의 친형으로 알려져 있다. 페데리코는 체격이 큰 동생 곤살로와는 달리 체격이 작다.